# ESourcing Capability Model

eSCM (pour eSourcing Capability Model) est un référentiel élaboré depuis 2001 par l'université Carnegie-Mellon / ItSQC (Information Technology Services Qualification Center) afin d'améliorer la relation entre clients et fournisseurs dans le cadre de la fourniture de services utilisant les technologies de l'information. 
Ces services sont de nature très diverse : infogérance, externalisation du support informatique, tierce maintenance, fourniture de liaisons de télécommunications, centres d'hébergement de systèmes informatiques, services de paie clé-en-main, fourniture de services applicatifs…
eSCM a la particularité de posséder deux volets, eSCM-CL (pour « clients »), pour les clients, et eSCM-SP (pour « service providers ») pour les prestataires. L'existence de ces deux modèles complémentaires, symétriques et cohérents pour chacune des parties de la relation est l'une des originalités profondes d'eSCM.